# Lúcio Mânlio Capitolino Imperioso
Lúcio Mânlio Capitolino Imperioso (em latim: Lucius Manlius Capitolinus Imperiosus) foi um político da gente Mânlia da República Romana, nomeado ditador em 363 a.C.. Foi pai de Tito Mânlio Imperioso Torquato.
Sua ditadura foi "clavi figendi causa".

## Ditadura (363 a.C.)
Lúcio Mânlio foi eleito ditador para celebrar a cerimônia na qual se pregava um prego nos idos de setembro (no Templo de Júpiter Capitolino), o que, acreditava-se, faria terminar a epidemia que assolava a cidade havia três anos. Ele nomeou Lúcio Pinário como seu mestre da cavalaria (magister equitum).
Ele acabou renunciando depois de sofrer forte oposição dos tribunos da plebe em sua tentativa de realizar um alistamento para realizar uma campanha contra os hérnicos.
| “ | Porém, na época, a nomeação em si era razão suficiente para se nomear um ditador. Por isto, foi eleito Lúcio Mânlio, que, como se tivesse sido nomeado para conduzir uma guerra e não para satisfazer uma simples superstição, aspirando realizar uma guerra contra os hérnicos, provocou o descontentamento dos jovens realizando um alistamento que não previa nenhuma exceção. Mas, ao final, quando todos os tribunos da plebe se insurgiram unidos contra ele, ele próprio desistiu, pela força ou pela vergonha, da ditadura. | ” |
|   | — Lívio, Ab Urbe condita VII, 3.. |   |

No ano seguinte, foi processado pelo tribuno Marco Pompônio pela forma como conduziu o alistamento e pela crueldade com que tratou seu próprio filho, Tito Mânlio Imperioso Torquato:
| “ | Além das demais acusações, o tribuno o acusava pelo seu comportamento com seu filho. Apesar de não ter sido condenado por um crime, seria banido de Roma, da casa paterna e dos penates; Mânlio seria afastado do fórum, privado da luz do dia e da companhia de seus pares, forçado a trabalhar como um escravo. | ” |
|   | — Lívio, Ab Urbe condita VII, 4. |   |

Contudo, a pena não foi executada por causa da intervenção do próprio Tito Mânlio em favor do pai, que ameaçou de morte o tribuno se ele não retirasse a acusação:
| “ | Depois que todos os presentes foram obrigados a deixar o recinto, ele agarrou uma faca e, ainda em pé sobre o leito do tribuno com a arma pronta para o ataque, ameaçou apunhalá-lo ali mesmo se Pompônio não jurasse, sobre os termos que acabara de impor, não haver intenção alguma de convocar uma assembleia popular para julgar seu pai. | ” |
|   | — Lívio, Ab Urbe condita VII, 5. |   |